# Casper van den Burgh
Casper van den Burgh (1972) is een Nederlands triatleet uit Leiden. Hij was viermaal Nederlands kampioen middenafstand.
In 2005 maakte hij deel uit van de Nationale selectie. Op de fiets is hij een van de snelste triatleten van Nederland.

## Titels
- Nederlands kampioen middenafstand - 2001, 2002, 2003, 2005

## Belangrijkste prestaties

### triatlon
- 1999:  NK olympische afstand in Holten - 1:50.58
- 1999:  Triatlon van Veenendaal - 1:54.36
- 2001:  NK middenafstand in Nieuwkoop - 3:56.07
- 2001:  Triatlon van Veenendaal - 1:49.29
- 2002: 9e triatlon op de olympische afstand (Canarische eilanden)
- 2002:  NK middenafstand in Nieuwkoop - 3:55.58
- 2003:  NK middenafstand in Nieuwkoop - 3:51.10
- 2003:  NK lange afstand in Stein - 5:37.13
- 2003: 7e EK lange afstand in Fredericia - 5:54.39
- 2003: 30e WK lange afstand op Ibiza - 6:03.20
- 2004:  Triatlon van Veenendaal
- 2005:  NK middenafstand in Nieuwkoop - 3:49.42